# Torneo Argentino A 2002-03
El Torneo Argentino A 2002-03 fue la octava edición de este torneo, correspondiente a la tercera división del fútbol argentino.
El torneo consagró campeón a Tiro Federal Argentino, tras vencer en la final a Racing de Córdoba, y obtuvo el ascenso. Por su parte, el subcampeón disputó la promoción donde no logró obtener el ascenso.

## Modo de disputa
El Torneo Argentino A edición 2002/03 constó de dos campeonatos (Apertura y Clausura) con un formato de 20 equipos, divididos en 4 zonas de 5 equipos. Cada equipo se enfrentaba con los otros de su zona, y el equipo que no tenía rival se enfrentaba con el equipo libre de la zona más cercana, de tal modo que se enfrentaban equipos de las zonas "Centro" y "Norte" y equipos de las zonas "Cuyo" y "Sur". Estos encuentros también sumaban en la tabla del grupo, y cada equipo jugaba contra cada rival dos veces, una de local y otra de visitante.
Una vez que finalizaban las 10 fechas, los dos mejores equipos de la tabla de grupo avanzaban a la siguiente ronda, mientras que los otros tres quedaban fuera de competencia. En la segunda ronda, se enfrentaban los 8 mejores equipos, por cercanía geográfica, en series de ida y vuelta a eliminación directa, resultando finalmente un campeón.
Una vez finalizado el Apertura y el Clausura, se jugó la final del torneo, entre ambos campeones, donde el equipo que ganó obtuvo el ascenso directo, mientras que el perdedor disputó la promoción contra un equipo del Nacional B.
Para determinar los descensos, se utilizó una tabla sumatoria de ambas fases regulares del torneo, donde los dos peores equipos perdieron la categoría, mientras los dos que los antecedían debieron jugar el encuentro de promoción contra equipos del Argentino B.

## Equipos participantes

### Distribución geográfica
| Región                    | Equipos |
| ------------------------- | ------- |
| Provincia de Buenos Aires | 3       |
| Provincia de Córdoba      | 3       |
| Provincia de Formosa      | 1       |
| Provincia de Jujuy        | 1       |
| Provincia de Mendoza      | 2       |
| Provincia de Río Negro    | 1       |
| Provincia de Salta        | 1       |
| Provincia de San Juan     | 2       |
| Provincia de San Luis     | 1       |
| Provincia de Santa Fe     | 3       |
| Provincia de Tucumán      | 2       |
| Total                     | 20      |

### Equipos
| Grupo       | Club                       | Ciudad                | Provincia    |
| ----------- | -------------------------- | --------------------- | ------------ |
| Zona Sur    | Cipolletti                 | Cipolletti            | Río Negro    |
| Zona Sur    | Villa Mitre                | Bahía Blanca          | Buenos Aires |
| Zona Sur    | Aldosivi                   | Mar del Plata         | Buenos Aires |
| Zona Sur    | Douglas Haig               | Pergamino             | Buenos Aires |
| Zona Sur    | Estudiantes (RC)           | Río Cuarto            | Córdoba      |
| Zona Cuyo   | Luján de Cuyo              | Luján de Cuyo         | Mendoza      |
| Zona Cuyo   | Independiente Rivadavia    | Mendoza               | Mendoza      |
| Zona Cuyo   | Juventud Unida (SL)        | San Luis              | San Luis     |
| Zona Cuyo   | Independiente Villa Obrera | Villa Obrera          | San Juan     |
| Zona Cuyo   | Juventud Alianza           | Santa Lucía           | San Juan     |
| Zona Centro | Racing (C)                 | Córdoba               | Córdoba      |
| Zona Centro | General Paz Juniors        | Córdoba               | Córdoba      |
| Zona Centro | 9 de Julio (R)             | Rafaela               | Santa Fe     |
| Zona Centro | Tiro Federal               | Rosario               | Santa Fe     |
| Zona Centro | Ben Hur                    | Rafaela               | Santa Fe     |
| Zona Norte  | Atlético Tucumán           | San Miguel de Tucumán | Tucumán      |
| Zona Norte  | Talleres                   | Perico                | Jujuy        |
| Zona Norte  | Ñuñorco                    | Monteros              | Tucumán      |
| Zona Norte  | 13 de Junio                | Pirané                | Formosa      |
| Zona Norte  | Gimnasia y Tiro (S)        | Salta                 | Salta        |

## Torneo Apertura

### Primera fase

#### Zonas Sur y Cuyo
| Equipo           | Pts | PJ | PG | PE | PP | GF | GC | Dif |
| ---------------- | --- | -- | -- | -- | -- | -- | -- | --- |
| Cipolletti       | 18  | 10 | 5  | 3  | 2  | 17 | 11 | 6   |
| Douglas Haig     | 18  | 10 | 5  | 3  | 2  | 12 | 9  | 3   |
| Aldosivi         | 13  | 10 | 3  | 4  | 3  | 15 | 15 | 0   |
| Villa Mitre      | 13  | 10 | 3  | 4  | 3  | 15 | 17 | -2  |
| Estudiantes (RC) | 7   | 10 | 1  | 4  | 5  | 10 | 14 | -4  |

| Equipo                  | Pts | PJ | PG | PE | PP | GF | GC | Dif |
| ----------------------- | --- | -- | -- | -- | -- | -- | -- | --- |
| Juventud Unida          | 24  | 10 | 8  | 0  | 2  | 16 | 11 | 5   |
| Independiente Rivadavia | 14  | 10 | 4  | 2  | 4  | 16 | 13 | 3   |
| Luján de Cuyo           | 14  | 10 | 4  | 2  | 4  | 16 | 11 | 5   |
| Independiente (VO)      | 9   | 10 | 2  | 3  | 5  | 12 | 16 | -4  |
| Juventud Alianza        | 7   | 10 | 2  | 1  | 7  | 12 | 24 | -12 |

| Clasificado para la próxima fase |

#### Zonas Centro y Norte
| Equipo              | Pts | PJ | PG | PE | PP | GF | GC | Dif |
| ------------------- | --- | -- | -- | -- | -- | -- | -- | --- |
| Tiro Federal        | 15  | 10 | 3  | 6  | 1  | 16 | 10 | 6   |
| Racing (C)          | 14  | 10 | 3  | 5  | 2  | 8  | 7  | 1   |
| Ben Hur             | 14  | 10 | 3  | 5  | 2  | 17 | 11 | 6   |
| General Paz Juniors | 11  | 10 | 2  | 5  | 3  | 9  | 13 | -4  |
| 9 de Julio (R)      | 10  | 10 | 2  | 4  | 4  | 10 | 15 | -5  |

| Equipo              | Pts | PJ | PG | PE | PP | GF | GC | Dif |
| ------------------- | --- | -- | -- | -- | -- | -- | -- | --- |
| Ñuñorco             | 21  | 10 | 6  | 3  | 1  | 17 | 10 | 7   |
| Atlético Tucumán    | 15  | 10 | 4  | 3  | 3  | 20 | 10 | 10  |
| 13 de Junio         | 14  | 10 | 4  | 2  | 4  | 11 | 19 | -8  |
| Gimnasia y Tiro (S) | 9   | 10 | 2  | 3  | 5  | 11 | 14 | -3  |
| Talleres (P)        | 7   | 10 | 1  | 4  | 5  | 7  | 17 | -10 |

| Clasificado para la próxima fase |

### Segunda fase
|  | Cuartos de final        | Cuartos de final | Cuartos de final |   |                         | Semifinales | Semifinales | Semifinales |  |  | Final          | Final         | Final         |
|  | 17/11 y 24/11           | 17/11 y 24/11    | 17/11 y 24/11    |   |                         | 1/12 y 8/12 | 1/12 y 8/12 | 1/12 y 8/12 |  |  | 21/12 y 28/12  | 21/12 y 28/12 | 21/12 y 28/12 |
|  |                         |                  |                  |   |                         |             |             |             |  |  |                |               |               |
|  | Independiente Rivadavia | 4                | 1                |   |                         |             |             |             |  |  |                |               |               |
|  | Cipolletti              | 0                | 4                |   |                         |             |             |             |  |  |                |               |               |
|  | Cipolletti              | 0                | 4                |   | Independiente Rivadavia | 2           | 1           |             |  |  |                |               |               |
|  |                         |                  |                  |   | Independiente Rivadavia | 2           | 1           |             |  |  |                |               |               |
|  |                         | Douglas Haig     | 3                | 2 |                         |             |             |             |  |  |                |               |               |
|  | Douglas Haig            | Douglas Haig     | 3                | 2 | 3                       | 0           |             |             |  |  |                |               |               |
|  | Douglas Haig            |                  |                  |   | 3                       | 0           |             |             |  |  |                |               |               |
|  | Juventud Unida          | 0                | 2                |   |                         |             |             |             |  |  |                |               |               |
|  |                         |                  |                  |   |                         |             |             |             |  |  | Racing (C) (p) | 1             | 0(3)          |
|  |                         |                  | Douglas Haig     | 0 | 1 (2)                   |             |             |             |  |  |                |               |               |
|  | Racing (C)              | 1                | 1                |   |                         |             |             |             |  |  |                |               |               |
|  | Ñuñorco                 | 1                | 0                |   |                         |             |             |             |  |  |                |               |               |
|  | Ñuñorco                 | 1                | 0                |   | Racing (C)              | 0           | 3           |             |  |  |                |               |               |
|  |                         |                  |                  |   | Racing (C)              | 0           | 3           |             |  |  |                |               |               |
|  |                         | Tiro Federal     | 0                | 1 |                         |             |             |             |  |  |                |               |               |
|  | Atlético (T)            | Tiro Federal     | 0                | 1 | 1                       | 1           |             |             |  |  |                |               |               |
|  | Atlético (T)            |                  |                  |   | 1                       | 1           |             |             |  |  |                |               |               |
|  | Tiro Federal            | 1                | 2                |   |                         |             |             |             |  |  |                |               |               |

Club Atlético Racing de Córdoba se consagró campeón del Torneo Apertura.

## Torneo Clausura

### Primera fase

#### Zonas Sur y Cuyo
| Equipo           | Pts | PJ | PG | PE | PP | GF | GC | Dif |
| ---------------- | --- | -- | -- | -- | -- | -- | -- | --- |
| Aldosivi         | 21  | 10 | 6  | 3  | 1  | 21 | 10 | 11  |
| Cipolletti       | 17  | 10 | 5  | 2  | 3  | 27 | 19 | 8   |
| Douglas Haig     | 15  | 10 | 4  | 3  | 3  | 16 | 17 | -1  |
| Villa Mitre      | 11  | 10 | 3  | 2  | 5  | 12 | 19 | -7  |
| Estudiantes (RC) | 10  | 10 | 3  | 1  | 6  | 10 | 19 | -9  |

| Equipo                  | Pts | PJ | PG | PE | PP | GF | GC | Dif |
| ----------------------- | --- | -- | -- | -- | -- | -- | -- | --- |
| Luján de Cuyo           | 20  | 10 | 6  | 2  | 2  | 17 | 7  | 10  |
| Juventud Alianza        | 14  | 10 | 4  | 2  | 4  | 19 | 14 | 5   |
| Independiente Rivadavia | 11  | 10 | 3  | 4  | 3  | 19 | 23 | -4  |
| Independiente (VO)      | 11  | 10 | 2  | 5  | 3  | 9  | 14 | -5  |
| Juventud Unida          | 4   | 10 | 0  | 4  | 6  | 9  | 17 | -8  |

| Clasificado para la próxima fase |

#### Zonas Centro y Norte
| Equipo              | Pts | PJ | PG | PE | PP | GF | GC | Dif |
| ------------------- | --- | -- | -- | -- | -- | -- | -- | --- |
| Tiro Federal        | 20  | 10 | 6  | 2  | 2  | 25 | 13 | 12  |
| Racing (C)          | 17  | 10 | 5  | 2  | 3  | 14 | 11 | 3   |
| Ben Hur             | 13  | 10 | 4  | 1  | 5  | 18 | 16 | 2   |
| General Paz Juniors | 13  | 10 | 4  | 1  | 5  | 14 | 17 | -3  |
| 9 de Julio (R)      | 10  | 10 | 3  | 1  | 6  | 12 | 23 | -11 |

| Equipo              | Pts | PJ | PG | PE | PP | GF | GC | Dif |
| ------------------- | --- | -- | -- | -- | -- | -- | -- | --- |
| Talleres (P)        | 16  | 10 | 4  | 4  | 2  | 10 | 8  | 2   |
| Gimnasia y Tiro (S) | 15  | 10 | 4  | 3  | 3  | 13 | 16 | -3  |
| Atlético Tucumán    | 14  | 10 | 4  | 2  | 4  | 17 | 11 | 6   |
| Ñuñorco             | 12  | 10 | 3  | 3  | 4  | 14 | 16 | -2  |
| 13 de Junio         | 10  | 10 | 3  | 1  | 6  | 9  | 15 | -6  |

### Segunda fase
|  | Cuartos de final        | Cuartos de final | Cuartos de final |      |                  | Semifinales | Semifinales | Semifinales |  |  | Final         | Final      | Final      |
|  | 13/4 y 20/4             | 13/4 y 20/4      | 13/4 y 20/4      |      |                  | 4/5 y 11/5  | 4/5 y 11/5  | 4/5 y 11/5  |  |  | 25/5 y 8/6    | 25/5 y 8/6 | 25/5 y 8/6 |
|  |                         |                  |                  |      |                  |             |             |             |  |  |               |            |            |
|  | Independiente Rivadavia | 2                | 1                |      |                  |             |             |             |  |  |               |            |            |
|  | Aldosivi                | 2                | 2                |      |                  |             |             |             |  |  |               |            |            |
|  | Aldosivi                | 2                | 2                |      | Luján de Cuyo(p) | 2           | 1(4)        |             |  |  |               |            |            |
|  |                         |                  |                  |      | Luján de Cuyo(p) | 2           | 1(4)        |             |  |  |               |            |            |
|  |                         | Aldosivi         | 1                | 2(3) |                  |             |             |             |  |  |               |            |            |
|  | Cipolletti              | Aldosivi         | 1                | 2(3) | 1                | 0           |             |             |  |  |               |            |            |
|  | Cipolletti              |                  |                  |      | 1                | 0           |             |             |  |  |               |            |            |
|  | Luján de Cuyo           | 1                | 2                |      |                  |             |             |             |  |  |               |            |            |
|  |                         |                  |                  |      |                  |             |             |             |  |  | Luján de Cuyo | 0          | 1          |
|  |                         |                  | Tiro Federal     | 1(*) | 1                |             |             |             |  |  |               |            |            |
|  | Racing (C) (p)          | 2                | 1(5)             |      |                  |             |             |             |  |  |               |            |            |
|  | Atlético (T)            | 1                | 2 (3)            |      |                  |             |             |             |  |  |               |            |            |
|  | Atlético (T)            | 1                | 2 (3)            |      | Racing (C)       | 1           | 2           |             |  |  |               |            |            |
|  |                         |                  |                  |      | Racing (C)       | 1           | 2           |             |  |  |               |            |            |
|  |                         | Tiro Federal     | 1                | 3    |                  |             |             |             |  |  |               |            |            |
|  | Talleres (P)            | Tiro Federal     | 1                | 3    | 0                | 0           |             |             |  |  |               |            |            |
|  | Talleres (P)            |                  |                  |      | 0                | 0           |             |             |  |  |               |            |            |
|  | Tiro Federal            | 0                | 4                |      |                  |             |             |             |  |  |               |            |            |

(*)Suspendido por incidentes a los 30 minutos con el partido 0-0. Se le dio por ganado a Tiro Federal por 1-0

Club Atlético Tiro Federal se consagró campeón del Torneo Clausura.

## Tabla de descenso
| Pos | Equipo             | Pts | PJ | PG | PE | PP | GF | GC | Dif |
| --- | ------------------ | --- | -- | -- | -- | -- | -- | -- | --- |
| 15  | 13 de Junio        | 24  | 20 | 7  | 3  | 10 | 20 | 34 | -14 |
| 16  | Talleres (P)       | 23  | 20 | 5  | 8  | 7  | 17 | 25 | -8  |
| 17  | Juventud Alianza   | 21  | 20 | 6  | 3  | 11 | 31 | 37 | -6  |
| 18  | Independiente (VO) | 20  | 20 | 4  | 8  | 8  | 21 | 30 | -9  |
| 19  | 9 de Julio (R)     | 19  | 20 | 5  | 4  | 11 | 23 | 39 | -16 |
| 20  | Estudiantes (RC)   | 17  | 20 | 4  | 5  | 11 | 20 | 33 | -13 |

## Final
Las finales del torneo tuvieron lugar los días 15 y 29 de junio, donde se enfrentaron los dos campeones de la temporada, consagrando como campeón a Tiro Federal, quien logró el ascenso directo a la B Nacional 03/04, mientras que Racing de Córdoba, el subcampeón, disputó una promoción contra un equipo de la B Nacional 02/03.
| Club Atlético Racing (C)                              | 1 - 1 | Club Atlético Tiro Federal | Miguel Sancho     | 15 de junio de 2003 |
| Club Atlético Tiro Federal                            | 1 - 0 | Club Atlético Racing (C)   | Fortín de Ludueña | 29 de junio de 2003 |
| Tiro Federal se consagró campeón con un global de 2-1 |       |                            |                   |                     |

## Promociones

### B Nacional - Torneo Argentino A
| Racing (C)                                             | 1 - 1 | Comisión de Actividades Infantiles | Miguel Sancho                   | 6 de julio de 2003  |
| Comisión de Actividades Infantiles                     | 3 - 2 | Racing (C)                         | Municipal de Comodoro Rivadavia | 13 de julio de 2003 |
| C.A.I. conservó la categoría con un global de "4 - 3". |       |                                    |                                 |                     |

### Torneo Argentino A – Torneo Argentino B
| Unión (S)                                                      | 5 - 0 | Juventud Alianza | La fortaleza del Bicho | 25 de mayo de 2003 |
| Juventud Alianza                                               | 2 - 1 | Unión (S)        | Estadio del Centenario | 1 de junio de 2003 |
| Unión (S) ascendió al Torneo Argentino A por un global de 6-2. |       |                  |                        |                    |

| Gimnasia y Esgrima (M)                                                      | 3 - 1 | Independiente (VO)     | Malvinas Argentinas | 25 de mayo de 2003 |
| Independiente (VO)                                                          | 2 - 1 | Gimnasia y Esgrima (M) | La Boutique         | 1 de junio de 2003 |
| Gimnasia y Esgrima (M) ascendió al Torneo Argentino A por un global de 4-3. |       |                        |                     |                    |